# 인사

인사(人事) 또는 그리팅(영어: Greeting)란 사람과 사람의 만남에서 이루어지는 여러 가지 의례화된 언어 및 행동 규범을 말한다. 주로 반가움, 고마움, 안부묻기, 대화를 부드럽게 하는 등의 여러 다종다양한 기능이 있다.
지역마다 다른 인사말과 인사법이 존재한다.

## 세계의 인사 표현
- 한국어: 안녕하세요
- 중국어: 你好 니하오[*]
- 일본어: こんにちは 곤니치와[*]
- 영어: Hello 헬로우[*]
- 독일어: Hallo 할로[*]
- 스페인어: Hola 올라[*]
- 러시아어: привет 쁘리볫[*]
- 프랑스어: Bonjour 봉쥬르[*]
- 포르투갈어: Olá 올라[*]
- 튀르키예어: Merhaba 멜하바[*]
- 체코어: Dobrý den 도브리덴[*]
- 베트남어: Xin chào 씬차오[*]

## 같이 보기
- 휴일 인사
- 악수